# Pik (ätt)
Pik (Piik, Piig) var en dansk och svensk uradelsätt från gränstrakterna av Västergötland, Småland och norra Halland. I Halland är en gren av ätten känd från mitten av 1300-talet som skrev sig till Rossared och Alafors. En annan gren är känd från slutet av 1300-talet som bebodde på godset Stora Sundby i Kärnbo socken i Sörmland.
Vapnet för ätten Pik var en Pilgrimsmussla, som tillsammans med den järnskodda vandringsstaven indikerar en förfader eller stamfader som gjort en längre pilgrimsresa. Tinktur är känd från Torpa stenhus, där en tavla målad på duk med Erik Gustafsson (Stenbock)s uppräknade förfäder inkluderar Lars Piks sköld: Rött fält med en silvermussla, ovan hjälmen två vesselhorn, det högras övre hälft silver och nedre röd, det vänstra omvänt. Laräntz Pyck
Första gången en medlem ur ätten nämns är Karl Pik som 1291 var tjänare åt ärkedjäknen Sigtrygg i Linköping, som i sitt testamente skänker honom sin packhäst. 
Tidigare har uppgetts av Jan Raneke i Svenska medeltidsvapen att Åke Pik och Kristina Giedda (Gäddaätten) hade 5 barn: Margareta, Ebbe Pik, Fjällar, Johan, och Arvid, vilket efter senare forskning har tillbakavisats, och enligt Kaj Janzon kan endast dottern Margareta knytas till Åke med befintliga källor, från år 1300 när Åke Pik nämns som svåger till Björn Gädda (Gäddaätten) i en kungörelse.
Ebbe Pik är känd som byggherre för borgen Piksborg i Finnveden, uppförd under 1300-talet på en ö i sjön Bolmens södra ände, väster om Ljungby i Annerstads socken inom nuvarande Ljungby kommun. 1407 nämns Ebbe Piks mor Märta, vars mor hette Ingeborg.  Ebbe Pik var 1363 gift med Margareta Petersdotter, död 1406, dotter till en Peter Budde, och efter hans död övergick borgen vid hennes gifte 1382 med hennes nye make, den halländske riddaren Abraham Brodersson (tjurhuvud). Borgen förstördes under Engelbrekts befrielsekrig hösten 1434.
Ebbe Piks son Bengt Pik, nämns som riddare 1398, och bodde större delen av livet på fädernegården Rossared. Han var gift med Cecilia Jönsdotter, dotter till Jöns Uvs och Hartvik ”Lembæks” änka, och Bengt och Cecilias dotter Kristina, samt Kristinas man väpnaren Sven Toresson (tjurhufvud), nämns 1415,  och 1423 nämns deras dotter Botild Bengtsdotter,  gift 1) före 1423 med Knut Knutsson  (Båt av Billa)), och 2) med Lage Gustafsson (7-stjärna) (av KHK kallad Lage Göstafsson (sparre)).
Sonen Bengt Ebbason Pik nämndes som riddare 1389, och var död 1412. 
Magnus (Mogens) Pik nämnd 1427-1461, med sin hustru Ingeborg Knutsdotter 1428,  hennes far Knut Bengtsson 1437, och Magnus Pik är nämnd som död 1462, väpnare och häradshövding i Åkers härad. Enligt Karl Henrik Karlsson gift med Ingeborg Knutsdotter (Blå, Aspenätten) och de fick sonen Sten Pik.
Sten Pik är omnämnd med sina föräldrar i augusti 1491 när han byter jord med Arvid Trolle-
En annan ur ätten var Johan Pik, som 1351 av kaniken i Lund, Johan Ryning erhöll huvudgården Steninge gård i södra Halland, vilken tidigare tillhörde Johan Rynings syster Margareta.
Arvid Pik var bosatt i Småland, troligen på Holmsjö. Efter sin halvbror Johan Pik ärvde han Steninge, som han genom Absalon Ryning 1371 sålde till herr Ebbe Pik. Döttrar: 
Estrid Arvidsdotter, gift med Karl Gusa, morbror till Arvid Svan, och Märta Arvidsdotter, 1425 gift med väpnaren Peter Håkansson (2 stolpar), bosatt i Småland.
Från denna ätt stammade också väpnaren Fjällar Pik som förde en mussla i vapnet och levde i början av 1400-talet, hans dotter Ingeborg Fjällarsdotter gift med  (Hålbonäsätten),och hans troliga son väpnaren Sven Pik, vilken bebodde godset Herrborum och van var gift med Cecilia Gisedotter Gise van Helpten. Troliga döttrar?: 
1. Katarina Svensdotter, var 1443 gift med väpnaren Ragvald Magnusson (Fargalt) (1426–1469)
2. Ingegärd Svensdotter, var 1444 gift med väpnaren Anders Isaksson (Banér).

Bo Pik, ärkedjäkne i Linköping, deltog 1435 såsom ställföreträdare för biskop Knut under rådsmötena på Långholmen och i Stockholm. Han levde ännu år 1447. 
Magnus Pik är från 1462, väpnare. Han deltog 1438 i föreningen i Tälge och var 1454 häradshövding i Åkers härad. 1447 synes han ha varit bosatt på Bjursnäs i Björnlunda socken. Han är 1428 gift med Ingegärd Knutsdotter (Aspenäsätten)) dotter till väpnaren Knut Benktsson (Aspenäsätten) på Sundby.
Knut Pik (son till Magnus Pik), väpnare, skrev sig 1477 till Sundby. Han är 1460 gift med Marita Nilsdottér, antagligen nära släkt till väpnaren Folke Turesson på Jämmertuna i Västmanland eller hans hustru Katarina Larsdotter. Som hans änka levde 1515 Ingegärd Simonsdotter, dotter till Simon Brodersson. 1486 säges Knut Pik vara svåger till Ingeborg Markvardsdotter (Link), gift med Anders Eriksson (Ekeblad). Dessas dotter Birgitta Andersdotter, änka efter Hans Jakobsson (Ekeblad), sålde 1532 Sundby till kung Gustaf Vasa. Barn: 
1. Folke Pik, uppfostrad av Folke Turesson och hans hustru Katarina Earsdotter.
2. Magnus Pik, ihjälstucken 1508 på Västerås slott av tjänare till Klemens Hogenskild.
3. Sofia, skall enligt släktböckerna varit gift med Simon Körning. Hennes son Ragvald Pik har 1515 beseglat ett av mormodern Ingegärd Simonsdotter utfärdat brev. Han skall ha varit gift med Märta Gotskalksdotter (Ulv), som sedan blev gift med Ivar Fleming.

Ragvald Pik omnämnes i början av 1500-talet.  och en ättling på spinnsidan, Katarina Karlsdotter gifte sig med Karl Knutsson. 

## Pik II
Pikätten II kallas en ätt från Halland och Västergötland, som i vapnet förde en ginstyckad sköld med linjen åtföljd av två kluvna liljor och vars stamfader Gunne Siggesson var ingift i Pikätten som förde ett musselskal i skölden. I Halland innehade ätten godset Gåsevad i Tölö socken, Hallands län och i Västergötland gården Öjered.
Ätten är känd från 1384 och var besutten i Gäsene och Marks härader och i Halland och dog ut i slutet av 1400-talet.
Vapen: Ginstyckad med linjen åtföljd av två kluvna liljor
Per Pik, endast känd genom släktböckernas föga tillförlitliga uppgifter, hade sonen Lars som nämns 1420:
1420 förefaller Katarina Karlsdotter vara bortgången: 
| ”                | Väpnaren Gunnar Gylta skiftar med Lars Piik arv efter fru Katarina Karlsdotter, varvid på hans barns del faller ”Brydiegarden” (Brogården?) och en kvarnström i Varnums sn, en gård i Bosarp i Vånga sn, en gård i Bolstorp i Möne sn, en gård i Ubbås i Vånga sn, en gård i Rosendal i Kärråkra (nu i Vånga) sn, en gård i Darrarp i Murums sn, en gård i Arta (”Alte”) i Fristads sn, en gård i Malry i Temta sn och tre gårdar i Asklanda i Askims (felskrivet för Asklanda) sn. | „ |
| – SDHK-nr: 19554 | |   |

1. Per Piks ättlingar:
  1. Lars Pik, är 1458 väpnare, bosatt på Gåsevad i Halland. Han var gift två gånger: 1) 1409 med Gertrud Bosdotter, änka efter Lasse Skytte, 2) före 1420 med Bengta Olofsdotter (Oxehufvud), dotter till Olof Bosson (Oxehufvud) och Katarina Karlsdotter. Denna Katarina Karlsdotter var nära släkt med Ebbe Pik och hans son Bengt Pik från den äldre Pikätten. Änka 1458, då hon på Kilagård till sin måg Tule Nilsson och  dotter Estrid sålde en gård i Skälleryd. Lagmannen i Västergötland, Bengt Gylta kallas då hennes systerson. 
    1. Bo Pik, studerade 1435 i Rostock, var 1447 dekan i Halland och kanik i Lund samt 1465 ärkedjäkne i Lund. Sitt testamente gjorde han 1466. Vid arvskiftet efter föräldrarna 1461 erhöll han Holt i Ydala socken.
    2. Märta Larsdotter, är 1457 gift med Nils Persson (skäkta)

  2. Ingegärd Larsdotter, gift 1434 på Gåsevad med väpnaren Karl Hake. Vid arvskiftet 1461 erhöll han 2 gärdar i Ubby, Gäsene socken.
    1. Estrid Larsdotter, är 1458 gift med väpnaren Tule Nilsson, borgmästare i Halmstad. Vid arvskiftet 1461 erhöll han en gård i Skälleryd i Gäsene socken. Hon levde ännu I497.
    2. Anna Larsdotter, gift med väpnaren Offe Jonsson (Ginbalk i Grisetorp). Vid arvskiftet 1461 erhöll han Bjärome i Vätla härad jämte Kila gård.

  3. En bror till Lars Pik var antagligen: Bengt Pik, 1411 — 1446, som 1444 skrev sig till Öjered i Västergötland och 1446 var häradshövding i Vätle härad.
  4. Enligt några gamla släkttavlor skall Lars Pik även haft en syster Ingegärd Pedersdotter, gift med en Bengt i Vinsetorp, vilkas dotter Ingegärd blev gift med Harald Lake och 1497 kallas fränka till ovan nämnda Estrid Laurensdotter, men Ingegärd Bengtsdotter kanske snarare var dotter till Bengt Pik i Öjered.